# Amt Steinheim (Westfalen)
Das Amt Steinheim war ein bis 1969 bestehendes Amt im ostwestfälischen Kreis Höxter in Nordrhein-Westfalen. Seine Vorgänger waren das gleichnamige Amt im Hochstift Paderborn sowie der Kanton Steinheim.

## Geographie
Das Amt Steinheim lag im Nordwesten des Kreises Höxter. An das Amt grenzten im Uhrzeigersinn beginnend im Osten die Ämter Vörden und Nieheim (Kreis Höxter), die Gemeinde Grevenhagen (eine Exklave des Kreises Detmold) sowie die Kreise Paderborn und Detmold.

## Vorgeschichte

### Das Amt Steinheim im Hochstift Paderborn
Im Hochstift Paderborn bestand schon seit dem ausgehenden Mittelalter ein Amt Steinheim. Es war Teil des Oberwaldischen Distrikts des geistlichen Territoriums. Es umfasste die Städte Steinheim und Vörden sowie die Orte Bergheim, Eichholz, Großenbreden, Himmighausen, Ottenhausen und Vinsebeck. Im Amt lebten zum Ausgang des 18. Jahrhunderts etwa 3500 Menschen. An seiner Spitze stand ein Drost, zuletzt Maximilian von Wolff-Metternich. 1802/03 nahm Preußen das Amt in Besitz und führte es zunächst im Fürstentum Paderborn weiter.

### Der Kanton Steinheim
Nachdem das Gebiet des Fürstentums Paderborn 1807 an das Königreich Westphalen gefallen war, wurden neue Verwaltungsstrukturen nach französischem Vorbild geschaffen; meistens ohne Berücksichtigung historischer Gebietsgrenzen. Zum Kanton Steinheim wurden die Stadt Steinheim sowie die Gemeinden Bergheim, Kempenfeldrom, Ottenhausen, Rolfzen, Sandebeck und Vinsebeck  zusammengefasst. Im Jahre 1810 hatte der Kanton Steinheim 4051 Einwohner. Der Kanton lagen im Distrikt Höxter des Departements der Fulda des Königreichs und fiel 1813 an Preußen. 1816 wurde der Kanton dem neuen Kreis Brakel zugeschlagen und bestanden in diesem als Verwaltungsbezirk fort. Der gesamte Kreis Brakel mitsamt dem Verwaltungsbezirk Steinheim wurde 1832 in den Kreis Höxter eingegliedert. Die Stadt Steinheim erhielt 1836 die preußische revidierte Städteordnung und bildete seitdem einen eigenen Verwaltungsbezirk.

## Amt Steinheim
Im Rahmen der Einführung der westfälischen Landgemeinde-Ordnung von 1841 wurden aus den unterhalb der Kreisebene bestehenden Verwaltungsbezirken, sofern es sich nicht um Städte gemäß der revidierten Städteordnung handelte, Ämter gebildet. Im Kreis Höxter wurde dadurch aus dem Verwaltungsbezirk Steinheim das Amt Steinheim. Zum Amt gehörten bis auf die Stadt Steinheim die Gemeinden des Kantons Steinheim. Das Amt wurde von Anfang an in Personalunion mit dem benachbarten Amt Nieheim verwaltet und in der Folgezeit stets als ein gemeinsames Amt Nieheim-Steinheim angesehen.
1936 verlor die Stadt Steinheim ihre Amtsfreiheit und trat dem Amt Steinheim bei, das nun wieder als einzelnes Amt angesehen wurde. Im gleichen Jahr wechselte auch die Gemeinde Hagedorn aus dem Amt Vörden in das Amt Steinheim. Am 1. Januar 1964 wurde aus dem östlichen Teil der Gemeinde Vinsebeck (191 ha) unter Hinzufügung von Gebietsteilen der damaligen Gemeinde Bergheim (65 ha) und der damaligen Stadt Steinheim (11 ha) die neue Gemeinde Vordereichholz gebildet. Das Amt Steinheim gliederte sich seitdem in die neun Gemeinden Bergheim, Hagedorn, Kempenfeldrom, Ottenhausen, Rolfzen, Sandebeck, Steinheim, Vinsebeck und Vordereichholz, von denen Steinheim das Stadtrecht besaß und Verwaltungssitz war.
Die Gemeinden des Amts hatten bei der letzten Volkszählung vor der Amtsauflösung am 6. Mai 1961 eine Wohnbevölkerung von 10.904 Einwohnern. Der Fortschreibung der Volkszählungsergebnisse zufolge stieg diese Zahl bis Ende 1967 auf 11.705 Einwohner. Bei einer Fläche von 76,34 km² ergab sich eine durchschnittliche Bevölkerungsdichte von 153 Einwohnern pro Quadratkilometer, die über dem Kreisdurchschnitt von 140 Einwohnern pro Quadratkilometer lag. Die folgende Übersicht zeigt die acht Gemeinden mit Bevölkerungs- und Gebietsstand vom 31. Dezember 1967:
| Name             | Einwohner | Fläche in km² |
| ---------------- | --------- | ------------- |
| Bergheim         | 1.001     | 6,99          |
| Hagedorn         | 95        | 1,46          |
| Kempenfeldrom    | 415       | 6,17          |
| Ottenhausen      | 585       | 6,13          |
| Rolfzen          | 533       | 5,72          |
| Sandebeck        | 982       | 12,44         |
| Steinheim, Stadt | 6.653     | 23,49         |
| Vinsebeck        | 1.162     | 9,32          |
| Vordereichholz   | 279       | 4,62          |
| Amt Steinheim    | 11.705    | 76,34         |

Aufgrund eines Gebietsänderungsvertrages vom 11. September 1968 und § 5 des „Gesetzes zur Neugliederung des Kreises Höxter“ vom 2. Dezember 1969, das in § 8 Abs. 5 auch den Gebietsänderungsvertrag mit Einschränkungen bestätigt, schlossen sich die Gemeinden des Amts, mit Ausnahme von Kempenfeldrom, mit der Gemeinde Grevenhagen, einer Exklave des Kreises Detmold, zum 1. Januar 1970 zur neuen Stadt Steinheim zusammen. Eine Einschränkung für den Gebietsänderungsvertrag bestand darin, dass er nicht für die Gemeinde Kempenfeldrom galt, die gemäß § 5 des „Gesetzes zur Neugliederung des Kreises Detmold“ vom 2. Dezember 1969 zum 1. Januar 1970 in den Kreis Detmold eingegliedert und mit 13 weiteren Gemeinden des Kreises zur neuen Stadt Horn-Bad Meinberg zusammengeschlossen wurde. Das Amt Steinheim wurde aufgelöst. Rechtsnachfolgerin ist die Stadt Steinheim.

## Einwohnerentwicklung
| Jahr | Amt Nieheim-Steinheim | Quelle |
| ---- | --------------------- | ------ |
| 1864 | 6.540                 | [ 11 ] |
| 1871 | 6.421                 | [ 12 ] |
| 1885 | 6.022                 | [ 13 ] |
| 1895 | 6.267                 | [ 14 ] |
| 1910 | 6.408                 | [ 15 ] |
| 1925 | 6.328                 | [ 16 ] |

| Jahr | Amt Steinheim | Quelle |
| ---- | ------------- | ------ |
| 1939 | 7.611         | [ 16 ] |
| 1950 | 10.671        | [ 17 ] |
| 1961 | 10.904        | [ 18 ] |
| 1968 | 11.749        | [ 19 ] |